# Oemrah
De oemrah (Arabisch: عمرة), soms aangeduid als de "kleine bedevaart", bestaat uit het uitvoeren van een aantal vrome rituelen in Al-Masjid al-Haram in Mekka. Deze rituelen vormen ook een essentieel deel van de hadj. Men kan de oemrah op elk tijdstip van het jaar, en zoveel keren als men wenst, verrichten.
De volgende punten zijn essentiële onderdelen van de oemrah:
1. de grote wassing (ghoesl) verrichten
2. zich verkleden in de ihram bij miqat (grens), gevolgd door het uitspreken van de intentie (niyyah) om de oemrah te verrichten, en het daarna veelvuldig opzeggen van de talbiyah
3. de tawaaf al-oemrah om de Ka'aba, gevolgd door een gebed dat soenna is en uit twee raka'at bestaat, en het drinken van het water van Zamzam
4. het verrichten van de sa'i
5. de halq (scheren van het hoofd) of taqsir (kortknippen van het hoofdhaar), gevolgd door het zich verkleden in normale kleding.

Met deze handelingen is de oemrah voltooid.